# Estação Fira
Fira é uma estação da linha Linha 9 do Metro de Barcelona. Entrou em funcionamento em 2016.

## Facilidades
- escada rolante;
- acesso à telefone celular.

## Localização
- L'Hospitalet de Llobregat;  Espanha,  Catalunha.